# Le Croque-mort
Le Croque-mort (Der Bestatter) est une série télévisée suisse allemande en quarante épisodes de 58 minutes diffusée entre le 8 janvier 2013 et le 12 février 2019 sur SRF 1.
En Suisse francophone, elle est diffusée depuis le 8 janvier 2015 sur RTS Un, et en France depuis le 19 décembre 2016 sur Netflix. Elle reste inédite dans les autres pays francophones.

## Synopsis
La série raconte les aventures de Luc Conrad, un ancien policier devenu employé de pompes funèbres qui enquête sur des morts suspectes.
L'histoire se déroule dans la région d'Aarau en Suisse.

## Distribution
- Mike Müller : Luc Conrad
- Reto Stalder (de) : Fabio Testi
- Samuel Streiff (de) : Reto Dörig
- Barbara Terpoorten (de) : Anna-Maria Giovanoli
- Suly Röthlisberger (de) : Erika Bürgisser
- Martin Ostermeier (de) : Dr Alois Semmelweis

## Épisodes

### Première saison (2013)[2]
1. Un héritage compliqué (Schweres Erbe)
2. Épave (Treibgut)
3. De zéro à cent (Von null auf hundert)
4. Épine dans le pied (Stachel im Fleisch)

### Deuxième saison (2014)[2]
1. Le Don ultime (Todesspender)
2. Sang de taureau (Stierebluet)
3. Death Watch (Totenwache)
4. Fantômes (Gespenster)
5. Choucroute garnie (Schlachtplatte)
6. Underground (Unter der Erde)

### Troisième saison (2015)[2]
1. Blessures ouvertes (Offene Wunden)
2. Dernier tour (Letzte Runde)
3. Belle lueur (Schöner Schein)
4. La Première pierre (Der erste Stein)
5. L'étranger dans le cercueil (Der Fremde im Sarg)
6. De cendres en cendres (Asche zu Asche)

### Quatrième saison (2016)[2]
1. Dernier mot (Letzte Worte)
2. Témoin dangereux (Gefährliches Gelände)
3. Faux amis (Falsche Freunde)
4. Deux vies (Zwei Leben)
5. Cinq minutes de bonheur (Fünf Minuten Glück)
6. Liens familiaux (Familienbande)

### Cinquième saison (2017)[2]
1. Funérailles d'enfants (Kinderbegräbnis)
2. Celui qui rira le dernier (Wer zuletzt lacht)
3. Le cadavre sans cœur (Die herzlose Leiche)
4. Échange de coups (Schlagabtausch)
5. Dernier train (Letzter Zug)
6. Le crime et ses sanctions (Schuld und Sühne)

### Sixième saison (2018)[2]
1. Les jeux sont faits (Les jeux sont faits)
2. Le chien enterré (Der begrabene Hund)
3. Dommages collatéraux (Kollateralschaden)
4. Assemblée générale (Generalversammlung)
5. L'Incorruptible (Der Unbestechliche)
6. Traîtrise (Verrat)

### Septième saison (2019)[2]
1. Des cendres sur votre tête (Asche auf dein Haupt)
2. Terre brûlée (Verbrannte Erde)
3. Liens de sang (Blutsbande)
4. La Dernière licorne (Das letzte Einhorn)
5. Jouer avec le feu (Spiel mit dem Feuer)
6. Le phénix renaît de ses cendres (Phönix aus der Asche)

## Accueil
La série est un grand succès en Suisse alémanique puisqu'elle atteint presque 50 % de parts de marché sur SRF1. Elle est donc doublée en français et c'est la première série suisse allemande depuis 2000 à être diffusée en Suisse romande.